# Indialantic
Indialantic ist eine Stadt im Brevard County im US-Bundesstaat Florida. Das U.S. Census Bureau hat bei der Volkszählung 2020 eine Einwohnerzahl von 3.010 ermittelt.

## Geographie
Indialantic liegt zwischen dem Indian River (einem Teil des Intracoastal Waterway) und dem Atlantik an der Ostküste Floridas. Die Stadt liegt rund 60 km südlich von Titusville sowie rund 110 km südöstlich von Orlando.

## Religionen
In Indialantic gibt es derzeit acht Kirchen aus vier Konfessionen. Die katholische Kirche ist mit drei Kirchen am stärksten vertreten. Weiterhin gibt es eine zu keiner Konfession gehörende Kirche (Stand: 2004).

## Demographische Daten
Laut der Volkszählung 2010 verteilten sich die damaligen 2720 Einwohner auf 1584 Haushalte. Die Bevölkerungsdichte lag bei 1007,4 Einw./km². 94,7 % der Bevölkerung bezeichneten sich als Weiße, 0,5 % als Afroamerikaner, 0,2 % als Indianer und 1,7 % als Asian Americans. 0,9 % gaben die Angehörigkeit zu einer anderen Ethnie und 2,1 % zu mehreren Ethnien an. 5,3 % der Bevölkerung bestand aus Hispanics oder Latinos.
Im Jahr 2010 lebten in 19,8 % aller Haushalte Kinder unter 18 Jahren sowie 35,2 % aller Haushalte Personen mit mindestens 65 Jahren. 59,11 % der Haushalte waren Familienhaushalte (bestehend aus verheirateten Paaren mit oder ohne Nachkommen bzw. einem Elternteil mit Nachkomme). Die durchschnittliche Größe eines Haushalts lag bei 2,11 Personen und die durchschnittliche Familiengröße bei 2,67 Personen.
17,9 % der Bevölkerung waren jünger als 20 Jahre, 16,8 % waren 20 bis 39 Jahre alt, 34,0 % waren 40 bis 59 Jahre alt und 31,2 % waren mindestens 60 Jahre alt. Das mittlere Alter betrug 50 Jahre. 50,2 % der Bevölkerung waren männlich und 49,8 % weiblich.
Das durchschnittliche Jahreseinkommen lag bei 63.164 $, dabei lebten 8,0 % der Bevölkerung unter der Armutsgrenze.
Im Jahr 2000 war Englisch die Muttersprache von 97,79 % der Bevölkerung und spanisch sprachen 2,21 %.

## Verkehr
Indialantic wird vom U.S. Highway 192 (SR 500) sowie von der Florida State Road A1A durchquert. Der Melbourne International Airport liegt rund 10 km entfernt.

## Kriminalität
Die Kriminalitätsrate lag im Jahr 2010 mit 197 Punkten (US-Durchschnitt: 266 Punkte) im niedrigen Bereich. Es gab eine Vergewaltigung, drei Körperverletzungen, 21 Einbrüche und 67 Diebstähle.